# Волченко, Павел Кузьмич
Павел Кузьмич Волченко (1914—1987) — гвардии старший лейтенант Рабоче-крестьянской Красной Армии, участник советско-финской и Великой Отечественной войн, Герой Советского Союза (1945).

## Биография
Павел Волченко родился 15 (по новому стилю — 28) февраля 1914 года в Екатеринославе в рабочей семье. После окончания Днепропетровского физкультурного техникума работал в нём преподавателем. В марте 1937 года Волченко был призван на службу в Рабоче-крестьянскую Красную Армию. Принимал участие в советско-финской войне. С мая 1942 года — на фронтах Великой Отечественной войны. Окончил 1-е Омское военно-пехотное училище. Принимал участие в боях на Сталинградском, Юго-Западном, 3-м Украинском и 1-м Белорусском фронтах. Участвовал в Сталинградской битве, освобождении Донбасса, освобождении Запорожья, Никополя, Кривого Рога, Одессы, битве за Днепр, освобождении Польши, боях в Германии. К январю 1945 года гвардии лейтенант Павел Волченко командовал огневым взводом 157-го гвардейского артиллерийского полка, 74-й гвардейской стрелковой дивизии, 29-го гвардейского стрелкового корпуса, 8-й гвардейской армии, 1-го Белорусского фронта. Отличился во время Висло-Одерской операции.
14 января 1945 года в ходе прорыва мощной обороны противника на Магнушевском плацдарме Волченко выкатил орудия своего взвода на открытую позицию и уничтожил несколько пулемётных точек и два противотанковых орудия. Находясь в сопровождении пехоты, взвод в дальнейшем подбил 4 танка, уничтожил 4 орудия и 8 пулемётов. В бою за Познань 2 февраля 1945 года Волченко два раза был ранен, но поля боя не покинул, продолжая управлять действиями своего взвода.
После окончания войны Волченко в звании гвардии старшего лейтенанта был уволен в запас. Проживал в Днепропетровске. Был депутатом Верховного Совета СССР 2-го созыва. Умер 12 февраля 1987 года, похоронен на Сурско-Литовском кладбище Днепропетровска.

## Награды
Указом Президиума Верховного Совета СССР от 31 мая 1945 года за «мужество, отвагу и героизм, проявленные в борьбе с немецкими захватчиками» гвардии лейтенант Павел Волченко был удостоен высокого звания Героя Советского Союза с вручением ордена Ленина и медали «Золотая Звезда» за номером 6844.
Был также награждён орденом Красного Знамени, двумя орденами Отечественной войны 1-й степени, орденом Красной Звезды, а также рядом медалей.